# Santa Coloma de Queralt
Santa Coloma de Queralt är en kommun i Spanien.   Den ligger i provinsen Província de Tarragona och regionen Katalonien, i den östra delen av landet, 400 km öster om huvudstaden Madrid. Antalet invånare är 3 040. Arean är 34 kvadratkilometer. Santa Coloma de Queralt gränsar till Argençola, Sant Martí de Tous, Bellprat, Les Piles, Conesa, Savallà del Comtat, Llorac och Talavera. 
Terrängen i Santa Coloma de Queralt är lite kuperad.